# 닉 미첼
니컬러스 콜 미첼(영어: Nicholas Cole Mitchell, 1982년 11월 9일 ~ )은 미국의 전 프로레슬러이자 전 종합격투가로, 미치(영어: Mitch)라는 링네임으로도 잘 알려져 있다. WWE에서 방출된 다음 MMA 파이터로 전업을 시도했지만 1전 1패라는 기록을 남긴채 초라하게 경력을 마무리 했으며 현재는 여자 친구인 토리 윌슨과 패션 부티끄를 운영하고 있다고있다. 키는 189cm 몸무게는 111kg이다.